# Nuria González Blanco
Nuria González Blanco é uma animadora e produtora cinematográfica irlandesa. Como reconhecimento, foi nomeada ao Óscar 2019 na categoria de Melhor Animação em Curta-metragem por Late Afternoon (2018).